# Rafael Gallegos Sáenz
Rafael Gallegos Sáenz (Cartago, Costa Rica; mayo de 1831-Berkeley; 7 de julio de 1896), político y empresario costarricense,. Hijo de José Rafael de Gallegos y Alvarado, jefe de Estado de 1833 a 1835, e Ignacia Sáenz y Ulloa. Casó en San José, el 31 de enero de 1869 con Sara Montealegre Mora, hija de José María Montealegre Fernández, Presidente de la República de 1859 a 1863.
Fue un prominente cafetalero y ejerció varios cargos públicos en Costa Rica, entre ellos los de Regidor y Diputado. De abril a agosto de 1870, durante la administración de Bruno Carranza Ramírez, fue Secretario de Hacienda y Comercio.
En 1872 marchó con su familia política a establecerse en San Francisco de California, donde se dedicó a actividades empresariales. Murió en Berkeley, el 7 de julio de 1896.
- Datos: Q7282143